# Куинтън Форчън
Куинтън Форчън е бивш южноафрикански футболист, ляв полузащитник, най-известен с изявите си за Манчестър Юнайтед и южноафрианския национален отбор. Участва на 2 световни първенства и 3 купи на африканските нации. Има 46 мача и 2 гола с националната фланелка.

## Кариера
На 14 години се установява в Англия, където е част от юношеските формации на Тотнъм Хотспър, но не успява да получи работна виза и не записва нито един мач за първия състав. През 1995 е привлечен от Майорка, след което продължава кариерата си в Испания с екипа на Атлетико Мадрид. Форчън записва едва няколко мача за „дюшекчиите“, като по-често се изявява в дублиращия отбор. На 1 август 1999 г. е привлечен от тогавашния европейски клубен шампион Манчестър Юнайтед за алтернатива на Райън Гигс. Дебютира на 30 август 1999 г. в мач срещу Нюкасъл Юнайтед. Първоначално е използван като ляв полузащитник, но по-късно Сър Алекс Фъргюсън започва да го използва като ляв бек. Форчън не получава много шанс за изява поради жестоката конкуренция в отбора. Печели 3 титли на Англия, но не получава нито един златен медал, защото в съответните сезони е записал по-малко от 10 мача. Освободен е след края на сезон 2005/06, записвайки 126 мача и 10 гола за седемгодишния си престой при „червените дяволи“.
Преминава със свободен трансфер в Болтън Уондърърс, но записва едва 6 мача през сезона. Контузия в мача срещу Арсенал го вади от строя за дълго време и след края на сезона е освободен. На 6 октомври 2008 г. подписва с Бреша Калчо. Южноафриканецът се появява на терена само веднъж и разтрогва договора си в края на годината. След това играе половин година в белгийския Тюбиз и зактратко в Донкастър Роувърс, за които вкарва едно попадение в мача срещу Ипсуич Таун. Освободен е от Донкастър на 4 февруари 2010 г.
Помощник-треньор е на дублиращия отбор на Кардиф Сити.